# Kanton Pithiviers
Der Kanton Pithiviers ist seit 1790 ein französischer Wahlkreis in den Arrondissements Orléans und Pithiviers im Département Loiret und in der Region Centre-Val de Loire; sein Hauptort ist Pithiviers.

## Gemeinden
Der Kanton besteht aus 35 Gemeinden mit insgesamt 33.018 Einwohnern (Stand: 1. Januar 2022) auf einer Gesamtfläche von 590,74 km²:
| Gemeinde                 | Einwohner 1. Januar 2022 | Fläche km² | Dichte Einw./km² | Code INSEE | Postleitzahl | Arrondissement |
| ------------------------ | ------------------------ | ---------- | ---------------- | ---------- | ------------ | -------------- |
| Andonville               | 252                      | 11,94      | 21               | 45005      | 45480        | Pithiviers     |
| Aschères-le-Marché       | 1.140                    | 20,90      | 55               | 45009      | 45170        | Pithiviers     |
| Attray                   | 209                      | 16,74      | 12               | 45011      | 45170        | Pithiviers     |
| Audeville                | 180                      | 12,71      | 14               | 45012      | 45300        | Pithiviers     |
| Autruy-sur-Juine         | 729                      | 27,11      | 27               | 45015      | 45480        | Pithiviers     |
| Bazoches-les-Gallerandes | 1.482                    | 36,73      | 40               | 45025      | 45480        | Pithiviers     |
| Boisseaux                | 502                      | 7,19       | 70               | 45037      | 45480        | Pithiviers     |
| Bougy-lez-Neuville       | 156                      | 16,73      | 9                | 45044      | 45170        | Orléans        |
| Césarville-Dossainville  | 222                      | 19,06      | 12               | 45065      | 45300        | Pithiviers     |
| Charmont-en-Beauce       | 340                      | 18,05      | 19               | 45080      | 45480        | Pithiviers     |
| Châtillon-le-Roi         | 275                      | 4,54       | 61               | 45086      | 45480        | Pithiviers     |
| Chaussy                  | 274                      | 12,94      | 21               | 45088      | 45480        | Pithiviers     |
| Crottes-en-Pithiverais   | 319                      | 13,65      | 23               | 45118      | 45170        | Pithiviers     |
| Dadonville               | 2.363                    | 18,21      | 130              | 45119      | 45300        | Pithiviers     |
| Engenville               | 539                      | 18,10      | 30               | 45133      | 45300        | Pithiviers     |
| Erceville                | 293                      | 12,72      | 23               | 45135      | 45480        | Pithiviers     |
| Greneville-en-Beauce     | 672                      | 22,47      | 30               | 45160      | 45480        | Pithiviers     |
| Guigneville              | 541                      | 32,01      | 17               | 45162      | 45300        | Pithiviers     |
| Intville-la-Guétard      | 175                      | 4,88       | 36               | 45170      | 45300        | Pithiviers     |
| Jouy-en-Pithiverais      | 266                      | 15,86      | 17               | 45174      | 45480        | Pithiviers     |
| Léouville                | 88                       | 4,28       | 21               | 45181      | 45480        | Pithiviers     |
| Montigny                 | 243                      | 5,36       | 45               | 45214      | 45170        | Orléans        |
| Morville-en-Beauce       | 175                      | 11,02      | 16               | 45217      | 45300        | Pithiviers     |
| Neuville-aux-Bois        | 4.984                    | 31,74      | 157              | 45224      | 45170        | Orléans        |
| Oison                    | 122                      | 12,09      | 10               | 45231      | 45170        | Pithiviers     |
| Outarville               | 1.343                    | 46,61      | 29               | 45240      | 45480        | Pithiviers     |
| Pannecières              | 116                      | 7,02       | 17               | 45246      | 45300        | Pithiviers     |
| Pithiviers               | 8.981                    | 6,94       | 1.294            | 45252      | 45300        | Pithiviers     |
| Pithiviers-le-Vieil      | 1.729                    | 33,68      | 51               | 45253      | 45300        | Pithiviers     |
| Rouvres-Saint-Jean       | 299                      | 10,10      | 30               | 45263      | 45300        | Pithiviers     |
| Saint-Lyé-la-Forêt       | 1.235                    | 27,22      | 45               | 45289      | 45170        | Orléans        |
| Sermaises                | 1.703                    | 21,25      | 80               | 45310      | 45300        | Pithiviers     |
| Thignonville             | 388                      | 9,16       | 42               | 45320      | 45300        | Pithiviers     |
| Tivernon                 | 282                      | 12,61      | 22               | 45325      | 45170        | Pithiviers     |
| Villereau                | 401                      | 9,12       | 44               | 45342      | 45170        | Orléans        |
| Kanton Pithiviers        | 33.018                   | 590,74     | 56               | 4517       | –            | –              |

Bis zur landesweiten Neugliederung der Kantone 2015 bestand der Kanton Pithiviers aus den 20 Gemeinden Ascoux, Bondaroy, Bouilly-en-Gâtinais, Bouzonville-aux-Bois, Boynes, Chilleurs-aux-Bois, Courcy-aux-Loges, Dadonville, Escrennes, Estouy, Givraines, Guigneville, Laas, Mareau-aux-Bois, Marsainvilliers, Pithiviers, Pithiviers-le-Vieil, Santeau, Vrigny und Yèvre-la-Ville. Sein Zuschnitt entsprach einer Fläche von 338,11 km2. Er besaß vor 2015 einen anderen INSEE-Code als heute, nämlich 4529.

## Bevölkerungsentwicklung
| 1962   | 1968   | 1975   | 1982   | 1990   | 1999   | 2006   |
| ------ | ------ | ------ | ------ | ------ | ------ | ------ |
| 16.928 | 17.975 | 19.692 | 20.188 | 21.211 | 22.265 | 22.858 |